# Angelica edulis
Angelica edulis är en flockblommig växtart som beskrevs av Kingo Miyabe. Angelica edulis ingår i släktet kvannar, och familjen flockblommiga växter. Inga underarter finns listade i Catalogue of Life.